# Джон Тубі
Джон Тубі (англ. John Tooby; 26 липня 1952 — 9 листопада 2023) — американський антрополог, який разом зі своєю дружиною, психологинею Ледою Космідес започаткував дослідження еволюційної психології.

## Освіта та наукова кар'єра
з 1975 по 1989 Тубі вивчав у Гарвардському університеті експериментальну психологію, поведінкову біологію і отримав ступінь доктора фізичної антропології 1989 року. З 1990 року працює в Університеті Каліфорнії, Санта-Барбара.
У 1992 р. Тубі, Леда Космідес та Джером Барков видали книгу, в якій заклали основи нового вчення, що пов'язує культурну та біологічну еволюцію психіки людини: «Адаптований розум: еволюційна психологія та походження культури» (The Adapted Mind: Evolutionary Psychology and the Generation of Culture). Для реалізації наміченої дослідницької програми Тубі та Космідес заснували Центр еволюційної психології [Архівовано 10 січня 2021 у Wayback Machine.] на базі Університету Каліфорнії в Санта-Барбарі, в якому працювали з початку 1990-х.
Станом на грудень 2020 Джон Тубі є професором антропології та (разом з Ледою Космідес) одним з директорів Центру еволюційної психології Університету Каліфорнії в Санта-Барбарі.

## Вибрані публікації

### Книги
- Barkow, J., Cosmides, L. & Tooby, J., (Eds.) (1992). The adapted mind: Evolutionary psychology and the generation of culture. New York: Oxford University Press.
- Tooby, J. & Cosmides, L. (in press). Evolutionary psychology: Foundational papers. Cambridge, MA: MIT Press.
- Cosmides, L. & Tooby, J. (in press). Universal Minds: Explaining the new science of evolutionary psychology(Darwinism Today Series). London: Weidenfeld & Nicolson.

### Статті
- Cosmides, L. & Tooby, J. (1981). Cytoplasmic inheritance and intragenomic conflict. Journal of Theoretical Biology, 89, 83-129.
- Cosmides, L. & Tooby, J. (1987). From evolution to behavior: Evolutionary psychology as the missing link. In J. Dupre (Ed.), The latest on the best: Essays on evolution and optimality. Cambridge, MA: The MIT Press.
- Tooby, J. & Cosmides, L. (1990). The past explains the present: Emotional adaptations and the structure of ancestral environments. Ethology and Sociobiology, 11, 375-424.
- Cosmides, L. & Tooby, J. (1992) Cognitive adaptations for social exchange. In J. Barkow, L. Cosmides, & J. Tooby (Eds.), The adapted mind: Evolutionary psychology and the generation of culture. New York: Oxford University Press.
- Cosmides, L. & Tooby, J. (1994). Beyond intuition and instinct blindness: Toward an evolutionarily rigorous cognitive science. Cognition, 50(1-3), 41-77.
- Cosmides, L. & Tooby, J. (2003). Evolutionary psychology: Theoretical Foundations. In Encyclopedia of Cognitive Science. London: Macmillan.
- Tooby, J. & Cosmides, L. (2005). Evolutionary psychology: Conceptual foundations. In D. M. Buss (Ed.), Evolutionary Psychology Handbook. New York: Wiley.
- Cosmides, Leda; Tooby, John (2008). Evolution Psychology. У Hamowy, Ronald (ред.). The Encyclopedia of Libertarianism. Thousand Oaks, CA: SAGE; Cato Institute. с. 158—61. doi:10.4135/9781412965811.n99. ISBN 978-1412965804. LCCN 2008009151. OCLC 750831024.

### Інші публікації
- "Them" [Архівовано 26 квітня 2009 у Wayback Machine.] - стаття про дослідження Космідес, Тубі та Курцбана щодо походження расизму, The Economist, 13 грудня 2001 р.
- "Has Natural Selection Shaped How Humans Reason?" [Архівовано 3 березня 2016 у Wayback Machine.] лекція Л.Космідес в Інституті теоретичної фізики Кавлі, 20 травня 1998 р.
- "Coalitional Psychology and Social Categorization" [Архівовано 26 січня 2018 у Wayback Machine.] лекція Л.Космідес в Інституті теоретичної фізики Кавлі, 29 жовтня 2003 р.

## Дивитися також
- Еволюційна психологія
- Поведінкова генетика